# تونگانوکسی (کانزاس)
تونگانوکسی (به انگلیسی: Tonganoxie) شهری در ایالت کانزاس کشور ایالات متحده آمریکا است که جمعیت آن در سرشماری سال ۲۰۱۰ میلادی، ۴٬۹۹۶ نفر بوده‌است.